# Laelia dochmia
Laelia dochmia är en fjärilsart som beskrevs av Collenette 1961. Laelia dochmia ingår i släktet Laelia och familjen tofsspinnare. Inga underarter finns listade i Catalogue of Life.